# Gand-Wevelgem juniors
Gand-Wevelgem Juniors (officiellement Grote Prijs A. Noyelle-Ieper, en français Grand Prix André Noyelle) est une course cycliste belge créée en 1983 qui se déroule au mois de mars, en prélude de la classique Gand-Wevelgem. Deux épreuves sont organisées et mettent aux prises uniquement des coureurs juniors (17/18 ans). L'épreuve masculine fait partie de la Coupe des Nations Juniors de 2016 à 2022, tandis que l'épreuve féminine est intégrée à la Coupe des Nations Femmes Juniors sur la même période.
Depuis l'édition 1996, l'épreuve porte le nom de l'ancien coureur belge André Noyelle, en hommage à celui-ci.
Les éditions 2020 et 2021 sont annulées en raison de la pandémie de Covid-19,,,.

## Palmarès

### Hommes
| Année                    | Vainqueur              | Deuxième          | Troisième         |
| ------------------------ | ---------------------- | ----------------- | ----------------- |
| 1983                     | Reginald Vandamme      |                   |                   |
| 1984                     | Ruud Brouwer           |                   |                   |
| 1985                     | Johan Devos            |                   |                   |
| 1986                     | Kurt Soenens           |                   |                   |
| 1987                     | Bart Leysen            |                   |                   |
| 1988                     | Jan De Prins           |                   |                   |
| 1989                     | Pascal De Smul (nl)    |                   |                   |
| 1990                     | Paul Van Hyfte         |                   |                   |
| 1991                     | Cedric Van Lommel      |                   |                   |
| 1992                     | Sébastien Demarbaix    |                   |                   |
| 1993                     | Dave Vennicx           |                   |                   |
| 1994                     | De Buysscher           |                   |                   |
| 1995                     | Tim Meeusen (nl)       |                   |                   |
| Grand Prix André Noyelle |                        |                   |                   |
| 1996                     | J. Dermonpre           |                   |                   |
| 1997                     | Stijn Devolder         |                   |                   |
| 1998                     | Gorik Gardeyn          |                   |                   |
| 1999                     | Dirk Bullen            |                   |                   |
| 2000                     | Steven Vanden Bussche  |                   |                   |
| 2001                     | Kristof De Beule       |                   |                   |
| 2002                     | Wim Packet             |                   |                   |
| 2003                     | Gianni Meersman        |                   |                   |
| 2004                     | Nikolas Maes           |                   |                   |
| 2005                     | Ian Stannard           |                   |                   |
| 2006                     | Fabrice Naert          |                   |                   |
| 2007                     | Thomas Chamon          | Kirill Pozdnyakov | Bradley Potgieter |
| 2008                     | Nicolas Vereecken      | Louis Verhelst    | Dries Beatse      |
| 2009                     | Sjors Roosen           | Gijs Van Hoecke   | Yoeri Havik       |
| 2010                     | Ruben Boons            | Wout Franssen     | Dieter Bouvry     |
| 2011                     | Daan Myngheer          | Martijn Tusveld   | Florian Sénéchal  |
| 2012                     | Maxime Farazijn        | Dylan Kowalski    | Kevin Deltombe    |
| 2013                     | André Looij            | Jenthe Biermans   | Edward Planckaert |
| 2014                     | Mitchell Cornelisse    | Charlie Arimont   | Brent Briesen     |
| 2015                     | Pascal Eenkhoorn       | Alex Mengoulas    | Stan Dewulf       |
| 2016                     | Alexys Brunel          | Ethan Hayter      | Marc Hirschi      |
| 2017                     | Ludvig Anton Wacker    | Michiel Hillen    | Davide Ferrari    |
| 2018                     | Samuele Manfredi       | Søren Wærenskjold | Quinn Simmons     |
| 2019                     | Quinn Simmons          | Lewis Askey       | Samuel Watson     |
| 2020-2021                | annulé                 | annulé            | annulé            |
| 2022                     | Thomas Capra           | Tobias Svarre     | Jed Smithson      |
| 2023                     | Steffen De Schuyteneer | Theodor Clemmesen | Sente Sentjens    |
| 2024                     | Oliver Mätik           | Thor De Paepe     | Nolan Huysmans    |
| 2025                     | Sune De Valck          | Jasper Verbrugge  | Thor Feyaerts     |

### Femmes
| Année     | Vainqueur        | Deuxième             | Troisième                |
| --------- | ---------------- | -------------------- | ------------------------ |
| 2016      | Nathalie Bex     | Elisa Balsamo        | Susanne Andersen         |
| 2017      | Pfeiffer Georgi  | Amber van der Hulst  | Lorena Wiebes            |
| 2018      | Victoire Berteau | Lonneke Uneken       | Pernille Larsen Feldmann |
| 2019      | Elynor Bäckstedt | Megan Jastrab        | Nina Spapen              |
| 2020-2021 | annulé           | annulé               | annulé                   |
| 2022      | Nienke Veenhoven | Laura Lizette Sander | Maurène Trégouët         |
| 2023      | Isabel Sharp     | Cat Ferguson         | Anna Vanderaerden        |
| 2024      | Amelia Cebak     | Rebecca Gardiner     | Amalia Debarges          |
| 2025      | Erin Boothman    | Megan Arens          | Jente Koops              |

## Variantes
Depuis 1934,  Gand-Wevelgem est organisé pour les hommes. En 2012, Gand-Wevelgem féminin est créée, et se court le même jour de la course, sur un parcours d'environ 120 kilomètres. 
Il existe également :
- une compétition masculine espoirs (moins de 23 ans), Gand-Wevelgem/Kattekoers-Ieper, qui faisait partie de la Coupe des Nations espoirs ;
- une compétition pour les débutants garçons (moins de 17 ans), qui fait partie de la Coupe de Belgique ;
- une compétition pour les débutantes filles (moins de 17 ans), qui fait partie de la Coupe de Belgique.